# Lodovico Ricci
Lodovico Lorenzo Bonaventura Ricci (Castagneto, 14 luglio 1742 – Modena, 27 gennaio 1799) è stato un economista, politico e storico italiano.

## Biografia
È autore della Corografia dei Territorj di Modena, Reggio e degli altri Stati già appartenenti alla Casa d'Este, in cui vengono descritti in ordine alfabetico tutte le principali località del Ducato di Modena e Reggio.
Nel 1787 pubblicò anche un libro sulla Riforma de' pii Istituti della Città di Modena.
Nel 1797 fu nominato ministro delle finanze della Repubblica Cisalpina.

## Opere
- Riforma degl'istituti pii della città di Modena, in Modena, per gli Eredi di Bartolomeo Soliani Stampatori Ducali, 1787.
- Corografia dei Territorj di Modena, Reggio e degli altri Stati già appartenenti alla Casa d'Este compilata da Lodovico Ricci l'anno 1788, in Modena, per gli Eredi di Bartolomeo Soliani, 1806.